# مارسی هاریل
مارسی هاریل (انگلیسی: Marcy Harriell؛ زادهٔ ۱ ژانویهٔ ۱۹۵۳) بازیگر، خوانندهٔ مؤلف، و صداپیشه اهل ایالات متحده آمریکا است. وی از سال ۱۹۹۴ میلادی تاکنون مشغول فعالیت بوده‌است.
از فیلم‌ها یا برنامه‌های تلویزیونی که وی در آن نقش داشته‌است می‌توان به ضد مرگ اشاره کرد.